# Thecla radiatio
Thecla radiatio är en fjärilsart som beskrevs av Druce 1907. Thecla radiatio ingår i släktet Thecla och familjen juvelvingar. Inga underarter finns listade i Catalogue of Life.